# Georges Legrain
Georges Albert Legrain (París, 4 d'octubre de 1865 - Luxor, 22 d'agost de 1917) va ser un egiptòleg francès, que va ocupar el càrrec d'inspector en cap d'antiguitats a Luxor.

## Biografia
El 1889 va ser escollit per decorar les parets de la sala egípcia del Museu Péronne i va defensar la seva tesi d'egiptologia a l'Ecole du Louvre. El 1892 es va incorporar a l'equip de l'arqueòleg Jacques de Morgan a Egipte, com a inspector deliniant. Va participar en moltes excavacions a Assuan (més concretament a Qubbet al-Hawa) a Kom Ombo, Daixur, Djebel al-Silsila i a Coptos.

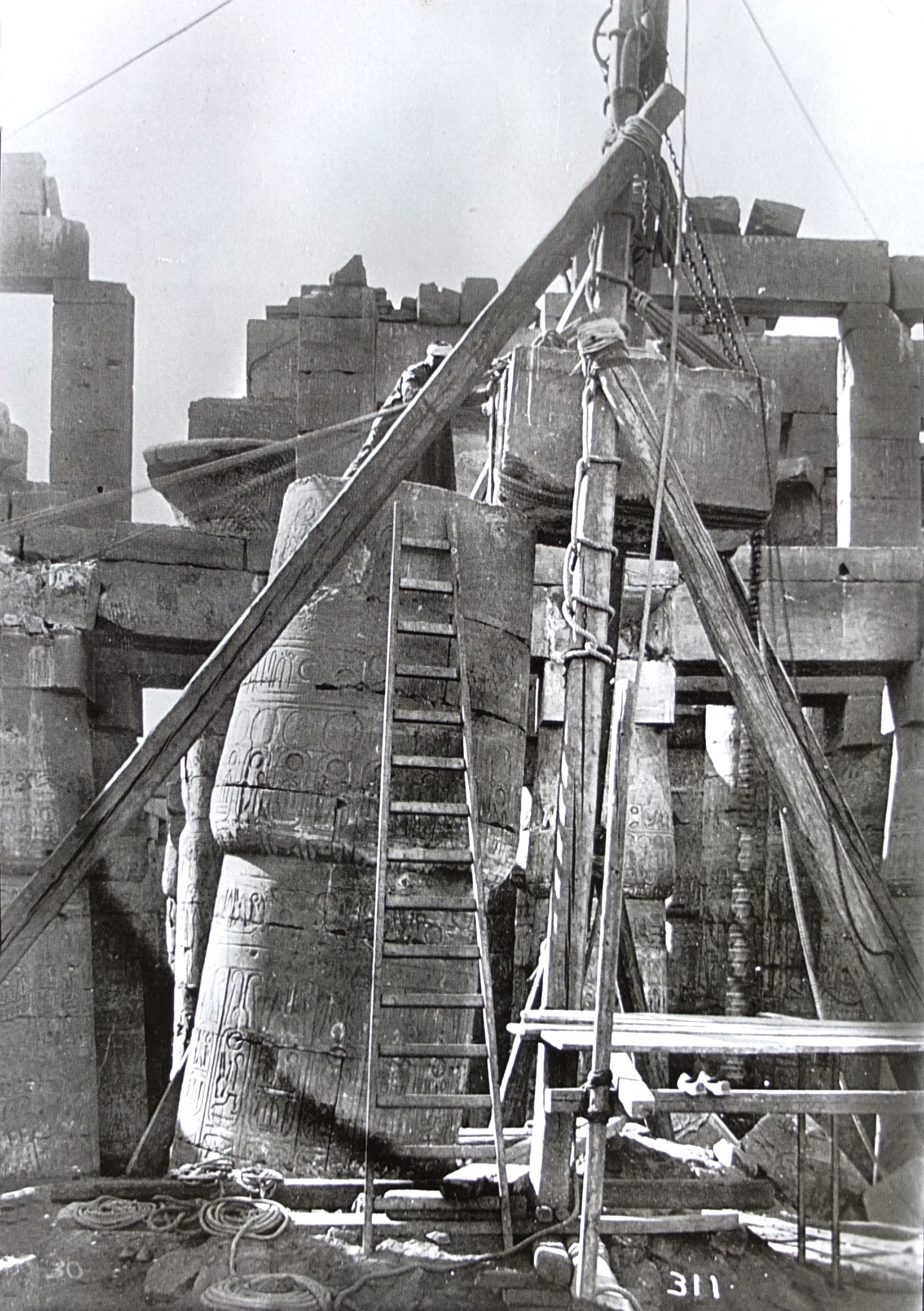
Treballs de restauració de la gran sala hipòstila de Karnak.

Jacques de Morgan li va encarregar la direcció de les obres del temple de Karnak el 1895. Va dur a terme la neteja general del lloc (en particular el temple de Ptah el 1900 o el de Ramsès II) i ambicioses restauracions, com la reconstrucció de la Gran Sala Hipòstila després de l'esfondrament de les seves dotze columnes el 3 d'octubre de 1899. El seu gran descobriment va ser el del famós “amagatall” de Karnak, el 26 de desembre de 1903 amb les seves 800 estàtues.
S'havia cregut que el seu diari d'excavació iniciat l'any 1901 s'havia perdut, però l'any 2015 el Museu del Louvre va rebre una donació de divuit quaderns de l'arqueòleg. Es conserva una gran col·lecció de fotografies seves.
Al jardí de la seva casa annex al pati occidental del temple, Legrain va establir un estudi dedicat a les estàtues i esteles descobertes, de les quals en feia fotografies diàries. L'enderrocament de la seva casa per tal de mostrar el panorama va despertar viva polèmica.

## L'amagatall de Karnak
L'any 1903, Legrain va fer un descobriment transcendental al Temple: va descobrir un dipòsit de prop de vuit-centes estàtues de pedra (entre les quals més de 350 estàtues cúbiques) i disset mil bronzes, així com altres artefactes. Van ser enterrats a la secció nord-oest del pati del Temple d'Amon, davant de la setena columna. Ara es coneix com el Cachette Court del recinte d'Amon-Ra, que és un dels quatre recintes principals del temple que formen l'immens complex del temple de Karnak.
Aquesta troballa és encara avui el tessor d'estàtues egípcies més gran mai registrat. En general, es creu que el tresor va ser enterrat ritualment pels sacerdots del temple durant el període ptolemaic per alleujar l'amuntegament d'ofrenes privades donades al llarg dels segles. El treball de desenterrar tots aquests objectes —dificultats per l'alt nivell freàtic— va durar fins a l'any 1907. La majoria de les estàtues van acabar al Museu del Caire, però també a d'altres museus d'arreu del món.
Els objectes daten majoritàriament des de l'Imperi Nou fins a finals del període ptolemaic. També es van trobar alguns objectes dels Imperis Antic (part inferior d'una estàtua caminant del rei Niuserre de la V dinastia) i Mitjà (les estàtues reials de Senusret I, Senusret III i Amenemhet III).
El 2006 l'Institut Francès d'Arqueologia Oriental (IFAO) i el Consell Suprem d'Antiguitats d'Egipte (SCA) van posar en marxa un projecte de base de dades de l'amagatall de Karnak. El gener de 2012, la versió 2 de la base de dades de l'amagatall es va posar en línia a disposició del públic en general. Dona accés a unes 8.000 fotografies que documenten les estàtues conservades al Museu Egipci del Caire.

## Obra
- Amb Jacques de Morgan, Urbain Bouriant, Gustave Jéquier, Alexandre Barsanti, Catalogue des monuments et inscriptions de l'Égypte antique, 1894–1909.
- Amb Jacques de Morgan, Fouilles à Dahchour, 1895, 1903.
- L'aile nord du pylône d'Aménophis III à Karnak, Paris, Ernest Leroux, 1902.
- Statues et statuettes de rois et de particuliers, El Caire, Imprimerie de l'IFAO, 1906–1925.
- Les temples de Karnak, Brussel·les, Vromant, 1929.
- Une famille copte de Haute-Égypte, Brussel·les, 1945.